# Spider-Man No More!
Spider-Man No More! (укр. Людини-павука більше нема!) — сюжетна арка коміксів, написана Стеном Лі з художником Джон Роміта-старший і опублікованого Marvel Comics. Третій з'являється в коміксах The Amazing Spider-Man #50-52 в 1967 році.

## Сюжет

### The Amazing Spider-Man#50
Як завжди, Людина-павук зриває спробу грабежу заробітної плати в вантажівки. Проте один із сторонніх людей переляканий насильством і просить Людину-павука піти. Пітер здивований тим, як добре працювали нападники.
Незабаром Пітер приїжджає в квартиру Гаррі, щоб сказати Гаррі, що його тітка хвора. Поспішаючи до будинку тітки Мей, але вона зараз була заспокоєна і спала. Пітер карав себе за те, що він не приділяв достатньої уваги своєї тітці, так як перебував разом із Гаррі. Незважаючи на те, що він має важливий екзамен на наступний день, Пітер не вивчає, розуміючи, що він не зможе зосередитись. 
Наступного дня, після тесту, професор Пітера висловлює стурбованість з приводу зниження оцінок Пітера. З цією вагою на нього Пітер починає ненавидіти саме ім'я Людина-павук! Додає палива до вогню – Дж. Джона Джеймсон, який вирушає анти-Людина-павук на екрані телевізора. Пішовши вночі, зупинившись на всіх своїх проблемах, Пітер забирає свого Людина-павука і викидає його в сміття, вирішивши припинити свою кар'єру в боротьбі з злочинністю. 
Наступного ранку збуджена дитина приносить одяг в офіс Джеймсона, багато в чому задоволення Джеймсона. Громадська реакція на цю історію змішана ... хоча Джеймсон захоплюється тим, що він продав кожен примірник статті з історією в ньому. Тим часом, в офісі таємнича фігура, відомій лише як Кінгпін, сам проголошений лорд підземного світу розповідає своїм людям, щоб вони підготувалися. Тепер, коли людина-павук не встає, не буде нікого проти нього. У найближчі дні організована злочинність в Нью-Йорку починає зростати, і через свої контакти Фредерік Фосвелл дізнається про плани Кінгпана. 
У розпал цієї ситуації Петро приїжджає в Daily Bugle і розповідає Джеймсону, що він виходить, тому він може присвятити більше часу своїй колегії. У наступні дні рівень злочинності різко зростає, але Пітер міг піклуватися про це менше. За іронією долі, в той же день Гаррі ділиться своїми побоюваннями з приводу злочину в місті, тоді як Тетя Може відновилася і зайнята разом з Анною. Крім того, Пітер не в змозі витратити якийсь час на Мері Джейн або на Гвен Стейсі, вирішивши всім вільно ділитися своїм часом з друзями трохи безглуздим. 
Нарешті, водіння його мотоцикла додому, Пітер чує крик про допомогу, і нікого більше не бачить, вирішує допомогти. Нічний сторож Пітер рятує, нагадує йому про свого дядька Бена, і Пітер згадує, як він став Людиною-павуком, і як його дядько Бен помер, тому що Пітер не зумів припинити злочинця. Пітер усвідомлює, що він повинен знову стати Людиною-павуком, щоб запобігти іншим трагедіям через його бездіяльність. 
Тим часом, Фосвелл підходить до Кінгпана і розповідає йому, що він бере ... і пропонує Кінгпану роботу лейтенанта в його армії, але Кінгпін прив'язав Фосвела. У той же час Пітер в кабінеті Джеймсона, виставляє наряд свого людини-павука і чекає, поки Джеймсон прийде, щоб він міг донести добру новину про Людину-павука, який повернувся до Джеймсона особисто.